# Pisinna glabrata
Pisinna glabrata is een slakkensoort uit de familie van de Anabathridae. De wetenschappelijke naam van de soort is voor het eerst geldig gepubliceerd in 1824 door Von Mühlfeldt.